# Serabi
Le serabi, également appelé surabi, srabi, également connu en Thaïlande sous le nom de khanom khrok, est une crêpe indonésienne fabriquée à partir de farine de riz avec du lait de coco ou de la noix de coco râpée comme émulsifiant. La plupart des serabi traditionnels ont un goût sucré, car la crêpe est généralement consommée avec du kinca ou un sirop de sucre de coco épais de couleur brun doré. Cependant, il existe également une autre version salée qui utilise des garnitures oncom. Les différentes provinces de divers pays asiatiques ont leurs propres recettes de serabi correspondant aux goûts locaux,.
Le serabi est un gâteau traditionnel qui semble être originaire de Java, en Indonésie.